# Маса (Пистоја)
Маса је насеље у Италији у округу Пистоја, региону Тоскана.
Према процени из 2011. у насељу је живело 350 становника. Насеље се налази на надморској висини од 223 м.